# Oleksandr Kubrakov
Oleksandr Mykolajovyč Kubrakov (in ucraino Олександр Миколайович Кубраков?; Peršotravens'k, 20 agosto 1982) è un politico ucraino, ministro delle infrastrutture nel governo Šmyhal' dal 20 maggio 2021.

## Biografia
Nato a Peršotravens'k si è laureato presso l'Università Nazionale Economica di Kiev con specializzazione in marketing e ha poi seguito un corso presso la Harvard Kennedy School. Successivamente ha fondato numerose compagnie di management e nel 2011 divenuto consigliere del sindaco di Kiev Oleksandr Popov e poi Vitalij Klyčko per informatica e trasporti.
Alle elezioni parlamentari del 2019 è stato eletto alla Verchovna Rada con il partito Servitore del Popolo ma pochi mesi dopo si è dimesso per assumere la presidenza dell'Agenzia statale per le autostrade. Nel 2021 nell'ambito di un rimpasto del governo Šmyhal' è stato nominato Ministro delle infrastrutture.

## Controversie
Nel maggio 2020 è stato accusato di corruzione e malversazione di fondi pubblici nell'ambito di un'inchiesta condotta dal sito bihus.info.